# 1347
Năm 1347 (Số La Mã: MCCCXLVII) là một năm thường bắt đầu vào thứ hai trong lịch Julius.

## Sinh
- 6 tháng 2 - Dorothea của Montau, người Đức (mất năm 1394)
- 27 tháng 2 - d'Este Alberto, Chúa của Ferrara và Modena (mất 1393)
- 25 tháng 3 - Catherine của Siena, Thánh Ý (mất 1380)
- 28 tháng 7 - Margherita của Durazzo, Hoàng hậu của Charles III của Naples (mất 1412)
- 29 tháng 8 - John Hastings, bá tước thứ nhì của Pembroke, nhà quý tộc Anh thời Trung cổ (mất 1375)
- Ngày chưa biết:
  - Eleanor của Arborea, vua của Sardinia (mất 1404)
  - Elizabeth của Pomerania, vợ thứ tư và cuối cùng của Charles IV, Hoàng đế La Mã Thần thánh (mất 1393)
  - Frederick III, Công tước của Áo, con trai thứ hai của Công tước Albert II của Áo (mất 1362)
  - Thiên hoàng Go-Kameyama, Hoàng đế Nhật Bản (mất 1424)
  - Richardis của Schwerin, nữ hoàng Thụy Điển (mất 1377)

## Mất
- Đôn Từ Hoàng thái phi, thứ phi của vua Trần Minh Tông, mẹ của vua Trần Duệ Tông (s. ?).